# Oh, by the Way
Oh, by the Way è un box set del gruppo musicale britannico Pink Floyd, pubblicato nel 2007.

## Storia
Pubblicato per celebrare il quarantesimo anniversario dalla nascita del gruppo, il titolo è ispirato a un verso del brano Have a Cigar dell'album Wish You Were Here: "The band is just fantastic, that is really what I think / Oh, by the way, which one's Pink?" ("Il gruppo è semplicemente fantastico, è proprio quello che penso/ Oh, a proposito, chi di voi è Pink?").

## Copertina
La copertina del cofanetto, realizzata da Storm Thorgerson, è una scatola dalle facce rettangolari. Sulle due facce più grandi sono presenti due camere, una rossa e una gialla:
- La camera rosa contiene un basso, un piatto di batteria, una foto rettangolare di Roger Waters, una foto rotonda di Nick Mason, un calice pieno d'acqua ed una bombetta nera sopra una sedia.
- La camera gialla contiene quasi gli stessi oggetti, con le seguenti differenze: la bombetta è diventata un cappello a falda larga, il calice è pieno di vino, il basso è diventato una chitarra, il piatto di batteria è sparito e sulla sedia c'è anche una sciarpa. La foto rettangolare contiene David Gilmour, la foto tonda contiene Richard Wright.

Entrambe le camere contengono uno specchio che mostra l'altra camera (Effetto Droste), mentre nelle camere mostrate negli specchi è possibile notare un'ombra.
Il cofanetto comprende un poster realizzato da Storm Thorgerson con 40 immagini dei Pink Floyd

## Elenco degli album
- The Piper at the Gates of Dawn agosto 1967
- A Saucerful of Secrets luglio 1968
- More giugno 1969
- Ummagumma (gatefold, 2 dischi) novembre 1969
- Atom Heart Mother (gatefold) ottobre 1970
- Meddle (gatefold) novembre 1971
- Obscured by Clouds giugno 1972
- The Dark Side of the Moon (gatefold + 2 posters + 2 adesivi) marzo 1973
- Wish You Were Here (include delle cartoline) settembre 1975
- Animals (gatefold)[2] febbraio 1977
- The Wall (gatefold, 2 dischi) dicembre 1979
- The Final Cut (gatefold) aprile 1983
- A Momentary Lapse of Reason (gatefold) settembre 1987
- The Division Bell (gatefold) aprile 1994